# Euchaetes elegans
Euchaetes elegans är en fjärilsart som beskrevs av Richard Harper Stretch 1874. Euchaetes elegans ingår i släktet Euchaetes och familjen björnspinnare. Inga underarter finns listade i Catalogue of Life.